# Route 516 (Ontario)
Pour les articles homonymes, voir Route 516.
La route 516 (Ontario Highway 516 en anglais) est une route provinciale de l'Ontario au Canada. Elle s'étend sur 103,8 km à partir de la route 642 près de Sioux Lookout jusqu'à la route 599 au nord de Savant Lake.